# Федерация спортивной стрельбы Казахстана
Общественное Объединение
«КАЗАХСТАНСКАЯ ФЕДЕРАЦИЯ СПОРТИВНОЙ СТРЕЛЬБЫ»

ИСТОРИЯ СПОРТИВНОЙ СТРЕЛЬБЫ               
В 1896 году соревнования по стрельбе из винтовки и пистолета были включены в программу первых Олимпийских игр 1896 года, а с 1897 года регулярно стали проводиться Чемпионаты Мира по пулевой стрельбе.
До 1958 г. в чемпионатах мира участвовали только мужчины, а с 1958 г. проводятся соревнования и среди женщин. 
Начиная с 1994 г. на главных Чемпионатах Мира участников стали разделять на две возрастные категории: взрослые спортсмены (мужчины и женщины) и юниоры (юноши и девушки не старше 21 года). 
В 1897 г. первый Чемпионат Мира собрал всего 25 участников, то на Чемпионат 2002 года в Лахти прибыло более 2000 стрелков, представлявших национальные Федерации 90 стран. В течение всей истории проведения Чемпионатов Мира неоднократно изменялись содержание и правила выполнения упражнений, а также пересматривались требования к оружию и мишеням.
Всего на Олимпийских Играх в пулевой и стендовой стрельбе разыгрывается 15 комплектов наград.   
ДЕЯТЕЛЬНОСТЬ ФЕДЕРАЦИИ:        
Федерация ведет активную работу в следующих направлениях:
- Развитие и популяризация стендовой и пулевой стрельбы в Республике Казахстан.
- Создание технической базы, практическая и методологическая помощь в создании стрелковых клубов и строительстве стрелковых площадок в Республике Казахстан.
- Пропаганда и развитие стрелковых видах спорта среди детей и молодежи, привлечение спонсоров на поддержку детского и юниорского спорта.
- Поддержка национальной сборной команды Республики Казахстан по стрелковым видам спорта в ее участии на всех международных турнирах (Чемпионатах мира, Кубках мира, Чемпионатах Азии и др.)
- Индивидуальная поддержка спортсменов (стипендия за выдающиеся результаты).
- Судейская работа (проведение аттестации судей на подтверждение квалификационной категории, повышение квалификаций судей).
- Проведение соревнований в Республике Казахстан.
- Поддержка ветеранов стендовой стрельбы (наличие ветеранского зачета во всех соревнованиях федерации, оплата взносов и бесплатное предоставление патронов, привлечение ветеранов к спортивным мероприятиям Федерации).    
ИСТОРИЯ  ОО «КАЗАХСТАНСКАЯ ФЕДЕРАЦИЯ СПОРТИВНОЙ СТРЕЛЬБЫ»
Общественное Объединение «КАЗАХСТАНСКАЯ ФЕДЕРАЦИЯ СПОРТИВНОЙ СТРЕЛЬБЫ» открылась 15 марта 2009 года.
В ней функционируют 2 вида спорта: пулевая и стендовая стрельба.
Адрес организации: Республика Казахстан, город Шымкент, проспект Жибек Жолы, д.43.
Тел.: +7 (727) 294-43-34
сайт  http://shooting-sports.kz
ФЕДЕРАЦИЯ ПРИЗНАНА НАЦИОНАЛЬНЫМ ОЛИМПИЙСКИМ КОМИТЕТОМ РЕСПУБЛИКИ КАЗАХСТАН